# Lago Malchiner
El lago Malchiner (en alemán: Malchinersee) es un lago situado en el distrito de Rostock, en el estado de Mecklemburgo-Pomerania Occidental (Alemania), a una altitud de 0.8 metros; tiene un área de 1395 hectáreas.
Está conectado con el lago Kummerow a través del río Peene.